# Səyyad Dadaşov
Səyyad Dadaşov  –también escrito como Sayyad Dadashov– (28 de junio de 2004) es un deportista azerbaiyano que compite en taekwondo. En los Juegos Europeos de Cracovia 2023 consiguió una medalla de plata en la categoría de –54 kg.

## Palmarés internacional
| Juegos Europeos | Juegos Europeos         | Juegos Europeos  | Juegos Europeos |
| Año             | Lugar                   | Medalla          | Categoría       |
| --------------- | ----------------------- | ---------------- | --------------- |
| 2023            | Krynica-Zdrój (Polonia) | Medalla de plata | –54 kg          |